# Honderd (plaats)
Honderd is een streek in de gemeente Eemsdelta ten oosten van Garsthuizen in de Nederlandse provincie Groningen. De streek wordt ook wel  't Honderd of De Honderd genoemd. Er staan twee huizen. Het huis ten noorden van de weg draagt sinds 1952 een bordje met de naam  't Honderd. Honderd ligt aan de gelijknamige Hondersterweg naar Zijldijk, die tot 1967 'Heereweg' heette en tot 1985 een zandweg vormde.
De naam verwijst naar de oppervlaktemaat hont of honderd. Een hont stond gelijk aan 100 Groningse roeden en omvatte dus 16,72 are. Volgens Abrahamse verwijst Honderd echter naar het Romeinse woord 'hundredum' (honderd), die volgens hem voor het eerst in Groninger oorkonden voorkomt in 1328. Volgens hem zou een 'hundredum' verwijzen naar een 'groot honderd': Een maat die in Stitswerd en Kantens werd gebruikt en 300 roeden omvatte van 16 voeten, ofwel ongeveer 65,70 are. Ten noorden van Honderd lag vroeger namelijk een stuk land ter grootte van ongeveer 65 are, waarnaar Honderd zou verwijzen. Dit stuk land werd aan noordzijde begrensd door het Maarvliet. De Maarvliet stroomde vroeger ook langs het Honderd, maar bij de ruilverkaveling van 1987 is deze weggehaald. Alleen de noordgrens van het perceel waarop het noordelijke huis staat volgt nog de oude loop. Door de streek stroomt ook de watergang de Honderdstertocht.
Groningen: Steden en dorpen      Nederland: Provincies · Gemeenten